# Науйої-Вільня (станція)
Науйої-Вільня (лит. Naujosios Vilnios geležinkelio stotis) — залізнична станція Литовських залізниць, друга за значимістю електрифікована залізнична станція Литви. Вокзал станції — пам'ятка архітектури Вільнюса.

## Історія
Станція відкрита 4 вересня 1860 року в складі пускової дільниці Даугавпілс — Вільнюс Петербург-Варшавської залізниці. Назва походить від однойменного району Вільнюса. У 1874 році станція набула статусу вузлової, в ході відкриття руху залізничною лінією Мінськ — Вільнюс.
Внаслідок окупації півдня Литви Польщею станція була провінційною станцією Польських залізниць, всяке сполучення з рештою Литвою було припинено аж до 1938 року. Наприкінці вересня 1939 року, після радянського вторгнення до Польщі, залізнична станція була підпорядкована Литовським залізницям, які, в свою чергу, у 1940 році були підпорядковані НКШС СРСР.
У 1941 році зі станції відбувалася депортація литовців до Сибіру.
У 1975 році проведена електрифікація дільниці Науйої-Вільня — Каунас змінним струмом (~25 кВ), поруч зі станцією відкрито моторвагонне депо, яке обслуговує приміські електропоїзди Науйої-Вільня — Каунас та Науйої-Вільня — Тракай. 13 (офіційно 16) вересня 2017 року електрифіковану дільницю Науйої-Вільня — Каунас було сполучено з Білоруссю та продовжена електрифікація лінії від Науйої-Вільня до станції Молодечно.
У 2013 році біля вокзалу станції відкрито меморіал пам'яті жертв депортації.

## Пасажирське сполучення
Пасажирські поїзди далекого прямування на станції не зупиняються. Станція є кінцевою для всіх електропоїздів з Вільнюса. Також на станції зупиняються транзитні дизель-поїзди сполученням Вільнюс — Ігналіна — Турмантас та Вільнюс — Кяна.